# Mesodon jonesianus
Mesodon jonesianus је пуж из реда Stylommatophora и фамилије Polygyridae. 

## Угроженост
Подаци о распрострањености ове врсте су недовољни.

## Распрострањење
Сједињене Америчке Државе су једино познато природно станиште врсте.

## Станиште
Врста Mesodon jonesianus има станиште на копну.